# Березуцкий, Игорь Андреевич
Игорь Андреевич Березуцкий (род. 7 июня 1984 года) — российский пловец.

## Карьера
Воспитанник волгоградского спортивного клуба «Волга».
На юниорском чемпионате Европы 2001 года в Валлетте (Мальта) завоевал бронзу на дистанции 200 метров комплексным плаванием.
Трёхкратный победитель юниорского чемпионата Европы 2002 года в Линце (Австрия): в комплексном плавании на 200 и 400 метров, а также в эстафете 4х200 метров вольным стилем.
Многократный чемпион России в плавании на 200 (2002-лето, 2003-зима, 2004-зима) и 400 (2002-зима, 2003-лето, 2004-лето) метров. Серебряный призёр в плавании на 200 (2002-зима, 2003-лето, 2004-лето) и 400 (2003-зима) метров чемпионатов России.
Бронзовый призёр чемпионата Европы 2004 года в комплексном плавании на 200 метров.
На Олимпиаде 2004 года в Афинах выступал на дистанции 400 метром комплексным плаванием. Показал результат 4:23.20, не позволяющий выйти в финал.
Бронзовый призёр чемпионата мира 2006 года в комплексном плавании на 200 и 400 метров.
Имеет высшее образование. В начале 2007 года вместе со своей супругой, воспитанницей волгоградского клуба «Волга», неоднократной чемпионкой России Ксенией Верещагиной решили всерьез заняться бизнесом.